# Харьковская агломерация
Ха́рьковская агломера́ция (укр. Харківська агломерація) — моноцентрическая городская агломерация на территории Харьковской области Украины, сформировавшаяся вокруг города Харькова. Население агломерации внутри светового отпечатка — около 1,73 млн чел при размере «светового отпечатка» (области искусственного освещения в городе и его пригородах, которую можно наблюдать с самолёта в ясную ночь) в 466 км²). Общая численность населения Харьковской агломерации составляет 2 097 101 человек, в том числе 1 846 163 человека городского населения, 250 938 человек сельского населения (на 1 мая 2014 года). Агломерация является второй по населению на Украине.

## Пригородная зона Харькова

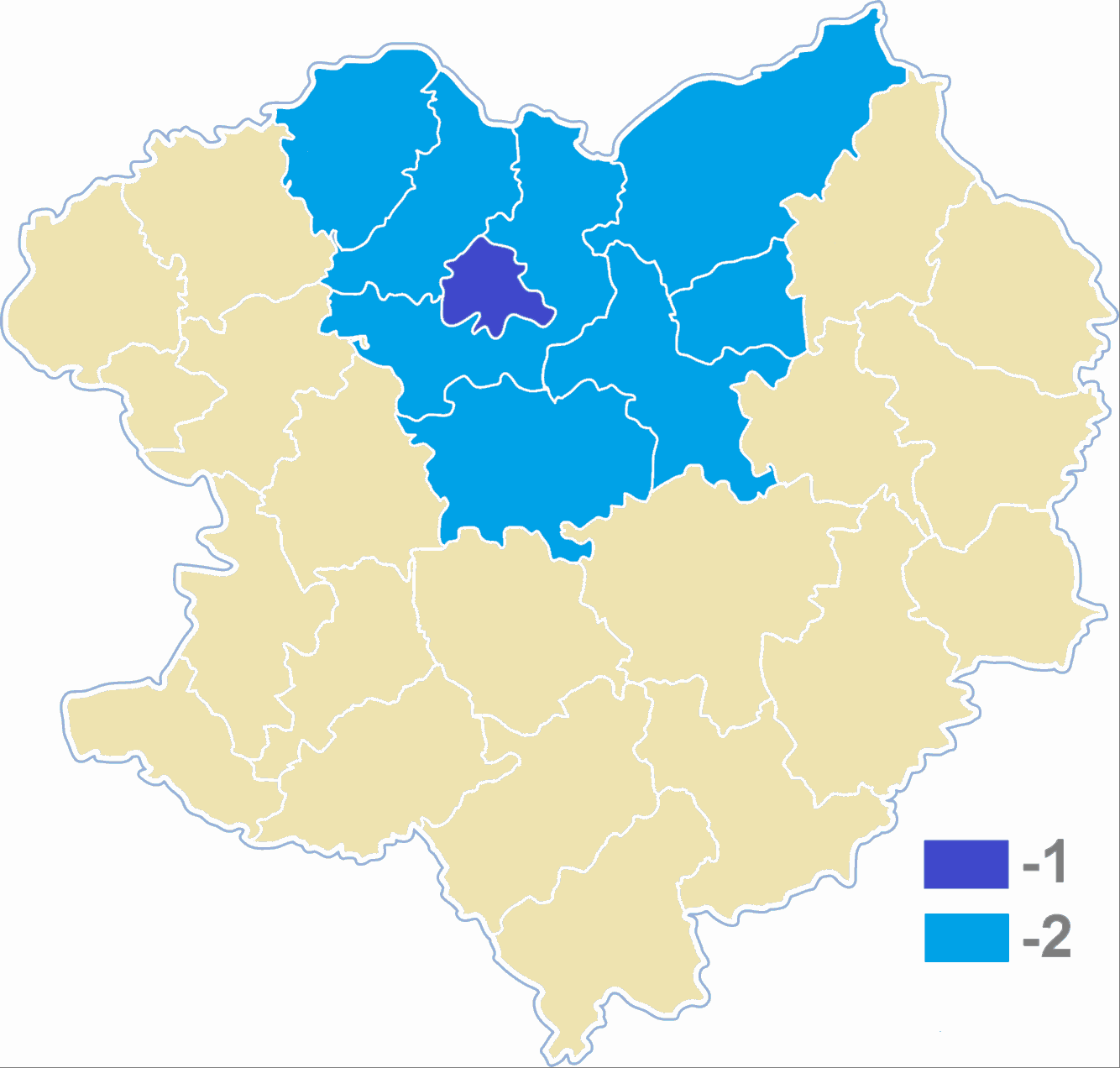
Схема пригородной зоны Харькова.
1 — Харьков
2 — пригородная зона

В Украинском государственном научно-исследовательском институте проектирования городов «ГИПРОГРАД» («Діпромісто») был определён состав пригородной зоны Харькова:
- Харьковский городской совет
- Люботинский городской совет
- Чугуевский городской совет
- Харьковский район
- Золочевский район
- Дергачёвский район
- Печенежский район
- Змиевской район
- Чугуевский район
- Волчанский район.

Площадь пригородной зоны Харькова составляет 10,8 тысячи квадратных километров, а население — 630 тысяч жителей (по данным переписи 2001 года). В пригородной зоне находится 8 городов и 37 посёлков городского типа, её максимальный радиус составляет 45 км.

## Харьковская промышленная агломерация

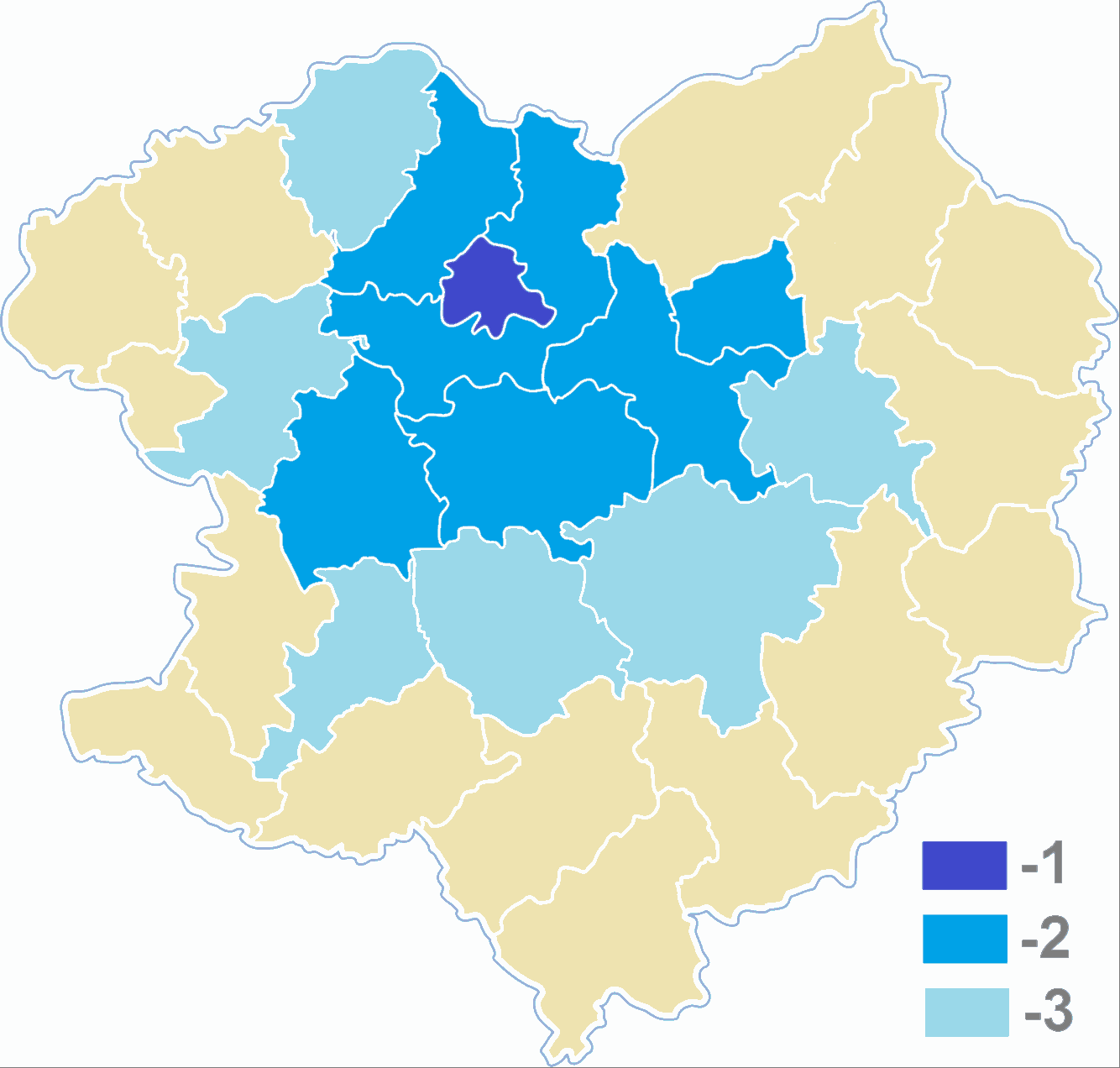
Схема Харьковской промышленной агломерации.
1 — Харьков
2 — высокоагломерированные территории
3 — среднеагломерированные территории

В состав Харьковской промышленной агломерации выделяются два пояса.
Первый пояс (высокоагломерированные территории):
- Харьковский городской совет
- Люботинский городской совет
- Чугуевский городской совет
- Харьковский район
- Дергачёвский район
- Чугуевский район
- Нововодолажский район
- Змиевской район
- Печенежский район

Второй пояс (среднеагломерированные территории):
- Первомайский городской совет
- Золочевский район
- Валковский район
- Кегичевский район
- Первомайский район
- Балаклейский район
- Шевченковский район

При этом за пределами Харьковской промышленной агломерации остался Волчанский район, входящий в пригородную зону Харькова.

## Харьковская групповая система населённых мест

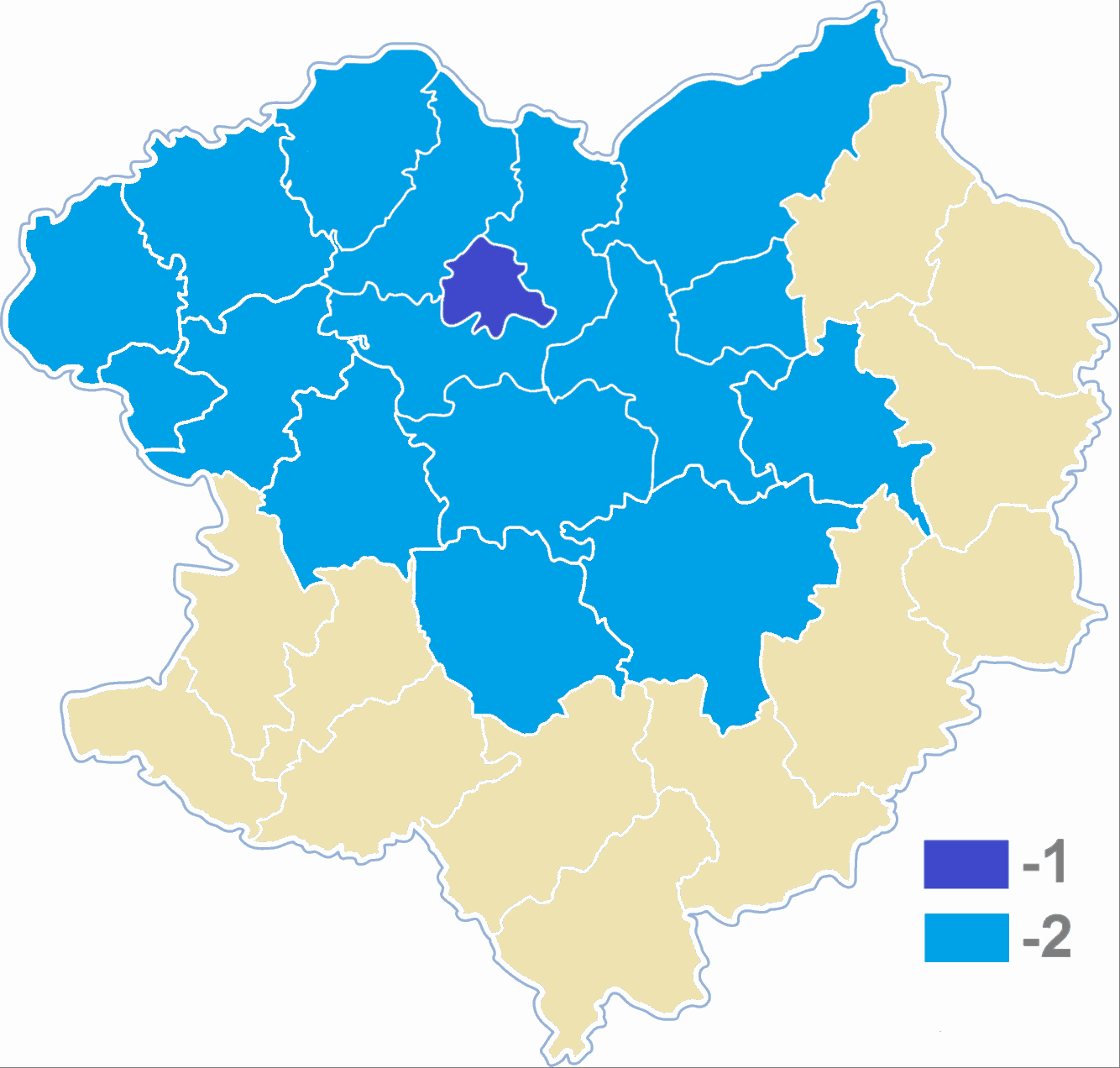
Схема Харьковской групповой системы населённых мест.
1 — Харьков
2 — территория Харьковской групповой системы населённых мест

Специалисты ЦНИИП градостроительства выделяют в составе Харьковской области Харьковскую групповую систему населённых мест (ГСНМ), занимающую большую часть Харьковской области. Эту же ГСНМ они квалифицируют и как крупную городскую агломерацию.
Состав Харьковской групповой системы населённых мест (Харьковской городской агломерации):
- Харьковский городской совет
- Люботинский городской совет
- Чугуевский городской совет
- Первомайский городской совет
- Харьковский район
- Дергачёвский район
- Золочевский район
- Краснокутский район
- Богодуховский район
- Коломакский район
- Валковский район
- Нововодолажский район
- Шевченковский район
- Чугуевский район
- Волчанский район
- Змиевской район
- Печенежский район
- Первомайский район
- Балаклейский район

## Харьковская городская агломерация

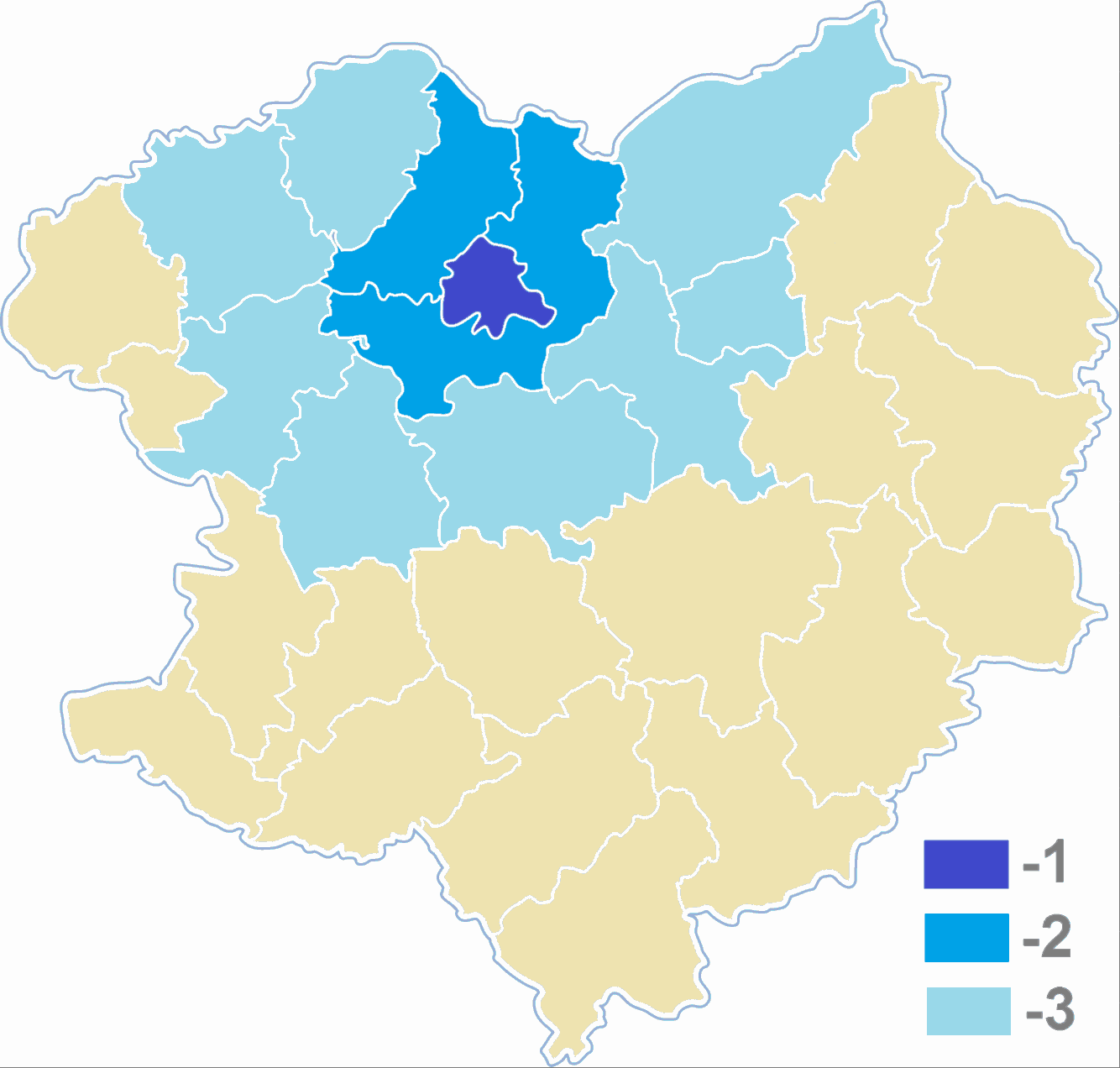
Схема Харьковской городской агломерации.
1 — Харьков
2 — центральная часть
3 — внешняя зона

В составе Харьковской городской агломерации выделяют её ядро (центральную часть) и внешнюю (периферийную) зону.
Состав ядра Харьковской городской агломерации:
- Харьковский городской совет
- Люботинский городской совет
- Харьковский район
- Дергачёвский район

Численность населения ядра Харьковской агломерации составляет 1 754 883 человека, в том числе 1 664 468 человек городского населения, 90 365 человек сельского населения (на 1 мая 2014 года).
Состав внешней зоны Харьковской городской агломерации:
- Чугуевский городской совет
- Богодуховский район
- Валковский район
- Волчанский район
- Змиевской район
- Золочевский район
- Нововодолажский район
- Печенежский район
- Чугуевский район

Численность населения внешней зоны Харьковской агломерации составляет 342 268 человек, в том числе 181 695 человек городского населения, 160 573 человека сельского населения (на 1 мая 2014 года).
Общая численность населения Харьковской агломерации составляет 2 097 101 человек, в том числе 1 846 163 человека городского населения, 250 938 человек сельского населения (на 1 мая 2014 года).

## Трансграничная агломерация Харьков-Белгород

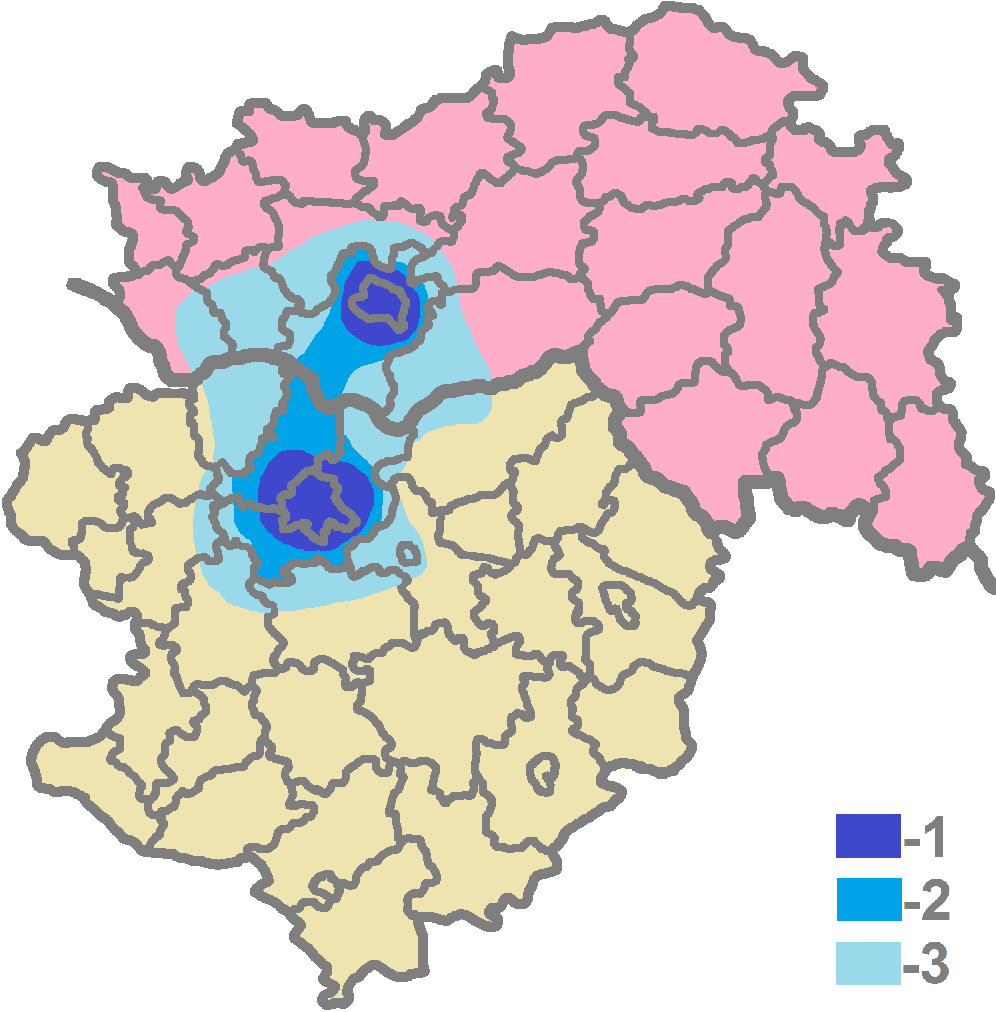
Схема Харьковско-Белгородской городской агломерации в составе еврорегиона «Слобожанщина».
1 — зона первого порядка
2 — зона второго порядка
3 — зона третьего порядка

Центральная часть Харьковской агломерации с севера смежна с государственной границей, за которой располагается Белгородская область Российской Федерации. В ряде источников рассматривались перспективы формирования трансграничной агломерации Харьков-Белгород в рамках еврорегиона «Слобожанщина».

## Географическое положение
Исторически, начиная с домонгольского периода (времени городищ), население центра современной Харьковщины селилось в основном на возвышенностях вдоль рек Уды, Северский Донец и их притоков. На территории Харьковской агломерации существовало множество городищ.
Современная в узком смысле Харьковская агломерация, имеющая центром Харьков, исторически (с 17 века) вытянута вдоль реки Уды, её притоков Харьков (река), Лопань, Лозовенька, Роганка и реки Мжа (притока Сев. Донца).
- По реке Уды,[11] начиная с Григоровки, через Харьков и заканчивая Эсхаром (устье), на расстоянии около 100 км вдоль течения реки идёт сплошная агломерация — населённые пункты, практически переходящие друг в друга; из них города — древний Донец и современный Харьков, 14 пгт: Ольшаны (правый берег), Пересечная (л), Люботин (Старый, п, на р. Уды II), Коротич (п), Солоницевка (л), Песочин (л), Покотиловка (п), Жихарь (л), Бабаи (п), Хорошево (п), Безлюдовка (л), Васищево (л), Введенка (л), Новопокровка (л), Эсхар (п); и множество сёл.[12]

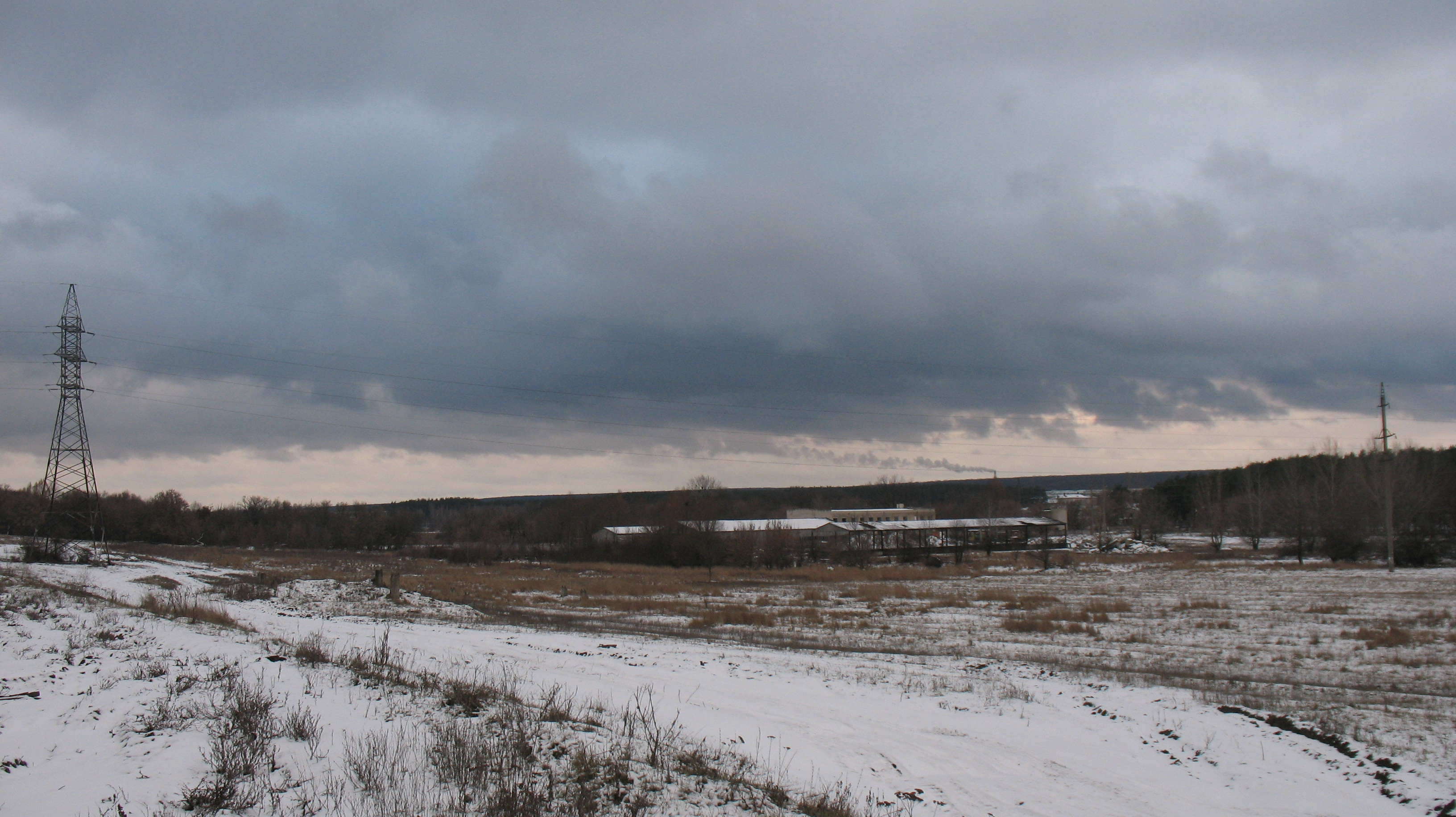
Долина Лопани в Малой Даниловке

- По реке Лопань на всём течении от Весёлой Лопани (Россия) до Харькова на расстоянии около 85 км вдоль течения реки идёт почти сплошная агломерация, частично (на территории Украины) входящая в Харьковскую — более 33-х населённые пунктов, практически переходящих друг в друга; из них два города — Дергачи и Харьков.[12]
- По реке Харьков населённые пункты идут от Травянского водохранилица до устья в Харькове.
- По реке Лозовенька — от Русской Лозовой до устья в Малой Даниловке.
- По реке Роганка — от Верхней Роганки до устья в Терновой.
- административные центры — города:
  - Харьков — центр области,
  - Дергачи — центр Дергачёвского района,
  - Люботин,
  - Чугуев — центр Чугуевского района,
  - Мерефа — центр Харьковского района,
  - Южный — город железнодорожников;
- крупнейшие посёлки:
  - Покотиловка
  - Песочин
  - Безлюдовка
  - Березовка
  - Васищево
  - Высокий
  - Буды
  - Утковка
  - Солоницевка
  - Пересечное
  - Ольшаны
  - Большая Даниловка
  - Малая Даниловка
  - Введенка
  - Рогань (Большая, Малая, Верхняя)
  - Новопокровка
  - Эсхар
  - Малиновка
  - Кочеток
  - Кулиничи
  - Манченки
  - Старый Мерчик

## Экономика
Экономическая специализация: машиностроение (в том числе авиационное, военное, транспортное, тяжёлое), пищевая, лёгкая, химическая промышленность, транспорт.